# Tephritis unifasciata
Tephritis unifasciata är en tvåvingeart som först beskrevs av Macquart 1835.  Tephritis unifasciata ingår i släktet Tephritis och familjen borrflugor.
Artens utbredningsområde är Colombia. Inga underarter finns listade i Catalogue of Life.